# Rey Mu de Zhou
El rey Mu de Zhou
(en idioma chino: 周穆王,
en pinyin: Zhōu Mù Wáng).
fue el quinto rey de la dinastía Zhou de China. Reinó entre el 976 y el 922 a. C. o bien entre el 956 y el 918 a. C.

## Biografía
El Rey Mu llegó al trono tras la muerte de su padre, Zhao de Zhou, durante una gira por el sur. Mu fue, quizá el más importante rey de la dinastía Zhou, reinando cerca de 55 años. Tenía fama de haber vivido hasta los 105 años. Le gustaba viajar, y en particular, visitó las montañas Kunlun varias veces durante su reinado. Se dice que viajó 90 000 kilómetros hacia el oeste. Mu fue más ambicioso que sabio, aunque fue capaz de introducir reformas que cambiaron la naturaleza del gobierno de la dinastía, transformándola de un sistema hereditario en otro basado en los méritos y conocimiento de las habilidades administrativas.
Durante el reinado de Mu, la dinastía Zhou alcanzó su apogeo, y trató de acabar con los invasores del oeste, y de expandir la influencia china hacia el este. Debido a su pasión por las conquistas, dirigió un inmenso ejército contra los quanrong, que habitaban la parte oeste de China. Sus viajes le permitieron entrar en contacto con muchas tribus, a las que obligó a elegir entre unirse a su bandera o ser conquistadas. Esta expedición parece haber sido un fracaso, más que un éxito, juzgando por el hecho de que solo trajo de vuelta cuatro lobos blancos y cuatro ciervos blancos. De esta manera, sin darse cuenta, sembró las semillas de odio que culminaron en una invasión de China por las mismas tribus en 771 a. C. En su año 13, Xu Rong, probablemente el estado de Xu, en el sudeste, atacó cerca de la capital de Fenghao. La guerra parece haber terminado con una tregua, en la que Xu ganó territorio y poder, a cambio de una sumisión nominal.
Su sucesor fue su hijo, el rey Gong de Zhou.
| Predecesor: Rey Zhao de Zhou | Rey de China 976 a. C. - 922 a. C. | Sucesor: Rey Gong de Zhou |